# Marjal de Serech
En el universo ficticio creado por el escritor británico J. R. R. Tolkien, el marjal de Serech es un gran pantano ubicado en Ard-Galen, justo a la entrada del paso del Sirion. Tenía como límite este a las tierras de Dorthonion, como límite sur a las Echoriath (las Montañas Circundantes) y como límite Oeste a las montañas de la Sombra. Estaba regado por el Sirion y por el río Rivil, que nacía en las Montañas Circundantes. 
Allí se libró la Batalla bajo las Estrellas cuando Celegorm, uno de los hijos de Fëanor, encerró a las huestes de Angband. 
En la Batalla de la Llama Súbita Finrod Felagund fue rodeado por los orcos en el pantano pero fue salvado por Barahir, quien «levantó un muro de lanzas» para defenderlo. Posteriormente, Beren, hijo de Barahir, vengó la muerte de su padre matando al capitán de los orcos y recuperando el anillo que Felagund le había dado a su padre. 
En la Batalla de las Lágrimas Innumerables el ejército de hombres de Húrin y Huor resistieron en el marjal a los orcos para permitir a Turgon retirar un ejército élfico completo del casi seguro desastre. Allí fue muerto Huor y su hermano fue hecho prisionero, permaneciendo casi treinta años como prisionero de Morgoth.
- Datos: Q3359356